# STS-107
La STS-107 è una missione spaziale del Programma Space Shuttle. Durante il rientro in atmosfera lo Space Shuttle Columbia si distrusse per un danneggiamento allo scudo termico avvenuto durante la partenza del veicolo, con la morte di tutto l'equipaggio.

## Equipaggio
| Ruolo                   | Equipaggio                          | Equipaggio                          |
| ----------------------- | ----------------------------------- | ----------------------------------- |
| Comandante              | Rick Husband, NASA Secondo volo     | Rick Husband, NASA Secondo volo     |
| Pilota                  | William McCool, NASA Primo volo     | William McCool, NASA Primo volo     |
| Specialista di missione | David Brown, NASA Primo volo        | David Brown, NASA Primo volo        |
| Specialista di missione | Kalpana Chawla, NASA Secondo volo   | Kalpana Chawla, NASA Secondo volo   |
| Specialista di missione | Michael Anderson, NASA Secondo volo | Michael Anderson, NASA Secondo volo |
| Specialista di missione | Laurel Clark, NASA Primo volo       | Laurel Clark, NASA Primo volo       |
| Specialista di missione | Ilan Ramon, ISA Primo volo          | Ilan Ramon, ISA Primo volo          |

## Stemma
Lo stemma della missione STS-107 contiene al centro il simbolo della microgravità "μg" che forma il simbolo dell'Astronaut office, le tre scie dorate che terminano con una stella. Il sole che sorge rappresenta i numerosi esperimenti condotti nella missione, che aprono una nuova era della ricerca scientifica sulla microgravità, condotta a bordo della Stazione Spaziale Internazionale e oltre. A sinistra sono disegnate le sette stelle della costellazione della Colomba, come il numero di astronauti dell'equipaggio, che rappresenta la pace e lo Space Shuttle Columbia. Vicino al nome dell'astronauta Ramon è disegnata la bandiera d'Israele, sottolineando che è la prima persona di quella nazionalità a volare su uno Space Shuttle.

## Cronologia

### Giovedì 16 gennaio (1º giorno, lancio)

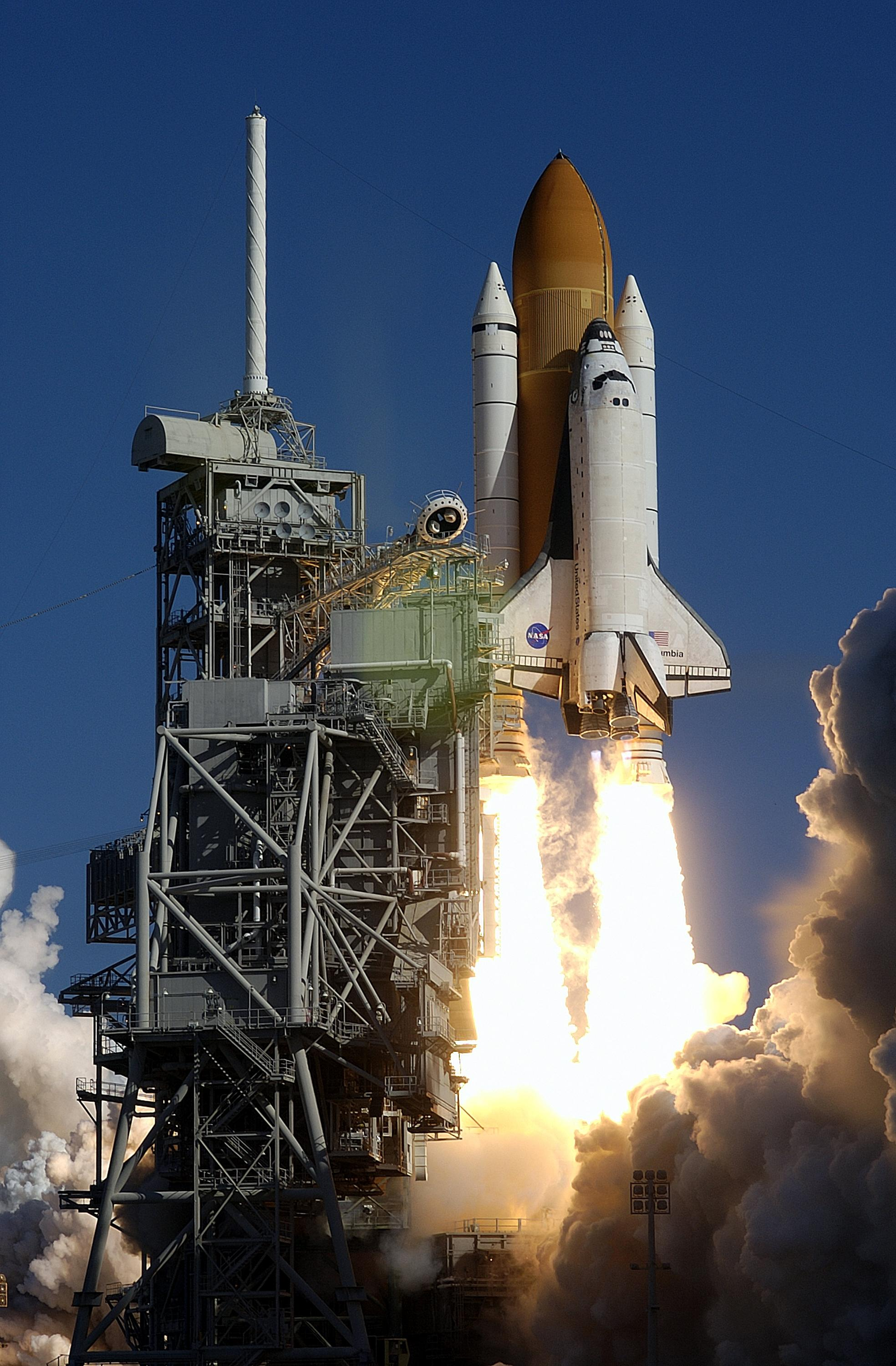
Lancio del Columbia

Lo Shuttle Columbia decollò apparentemente senza problemi alle 15:39 UTC dalla piattaforma 39A. Nessuno si accorse che in realtà un frammento di rivestimento isolante si staccò dal serbatoio esterno e colpì l'Orbiter. Questo danno sarà la causa principale dell'incidente.
Raggiunta l'orbita, l'equipaggio aprì i portelli della stiva di carico e iniziò ad attivare gli esperimenti contenuti in un doppio modulo Spacehab. Le attività dell'equipaggio vennero divise in un doppio turno di lavoro: McCool, Brown e Anderson vennero assegnati ad un gruppo chiamato team Blu, mentre Husband, Chawla, Clark e Ramon al team Rosso. In questo modo, durante tutta la missione sarebbe sempre stato presente uno dei due gruppi per condurre gli esperimenti, in modo da assicurarne la continuità. Durante il turno di giorno lavorò il team rosso, mentre durante quello notturno il team blu.

### Venerdì 17 gennaio (2º giorno)
L'equipaggio completò l'attivazione dello SpaceHab e tutti i 59 esperimenti scientifici contenuti. Tra essi erano presenti:
- FREESTAR[3] (Fast Reaction Experiments Enabling Science Technology Applications and Research), per misurare la quantità di energia proveniente dal Sole.
- MEIDEX[3] (Mediterranean Israeli Dust Experiment), per misurare le piccole particelle di aerosol nell'atmosfera sopra il Mar Mediterraneo e le coste dell'Oceano Atlantico del Deserto del Sahara.
- Bioreactor Demonstration System[3]: un esperimento biomedico che prevedeva la crescita di tessuti tumorali in modo da comprendere meglio come il cancro alla prostata si espanda alle ossa e aiutare lo sviluppo di trattamenti medici.
- Critical Viscosity of Xenon-2[3], dove venne raffreddato un campione di xeno per studiare alcune caratteristiche nell'ambito della fisica dei fluidi.

### Sabato 18 gennaio (3º giorno)

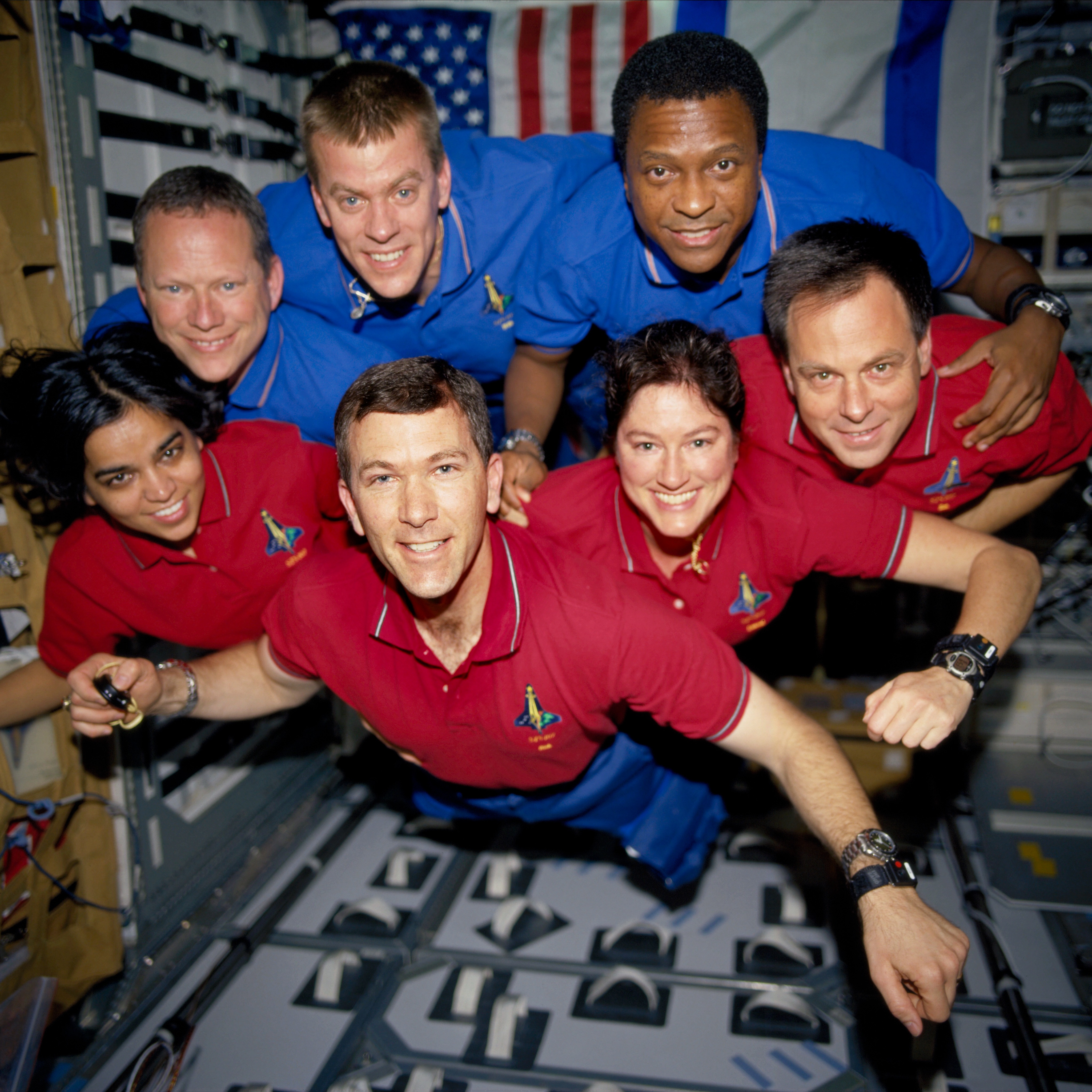
L'equipaggio posa assieme per una foto di gruppo

Gli astronauti puntarono gli strumenti del MIDEX sul Mediterraneo e sull'Atlantico per iniziare le ricerche delle piccole particelle di polvere. Nella giornata vennero effettuati i seguenti esperimenti:
- MIDEX[4]: non venne rilevate particelle di polvere a causa della copertura nuvolosa, anche se il sistema si dimostrò in perfetto funzionamento.
- Venne iniziato un test per misurare il movimento del calcio all'interno del corpo umano, per comprendere meglio il fenomeno della decalcificazione delle ossa.
- Iniziò un secondo esperimento chiamato Mechanics of Granular Materials. Esso era ideato per raccogliere dati sul comportamento della sabbia quando è esposta a pressioni in ambiente di microgravità.

Inoltre, vennero iniziati gli esperimenti contenuti nel Combustion Module. Tra questi, lo studio sulla formazione della fuliggine e le sue proprietà.

### Domenica 19 gennaio (4º giorno)
Continuarono gli esperimenti biomedici condotti per studiare la risposta del corpo umano all'assenza di peso, in particolare analizzando la costruzione delle proteine, la produzione del calcio e la formazione dei composti chimici associati con i calcoli renali e come le urine e la saliva cambiano in ambiente di microgravità.

### Lunedì 20 gennaio (5º giorno)

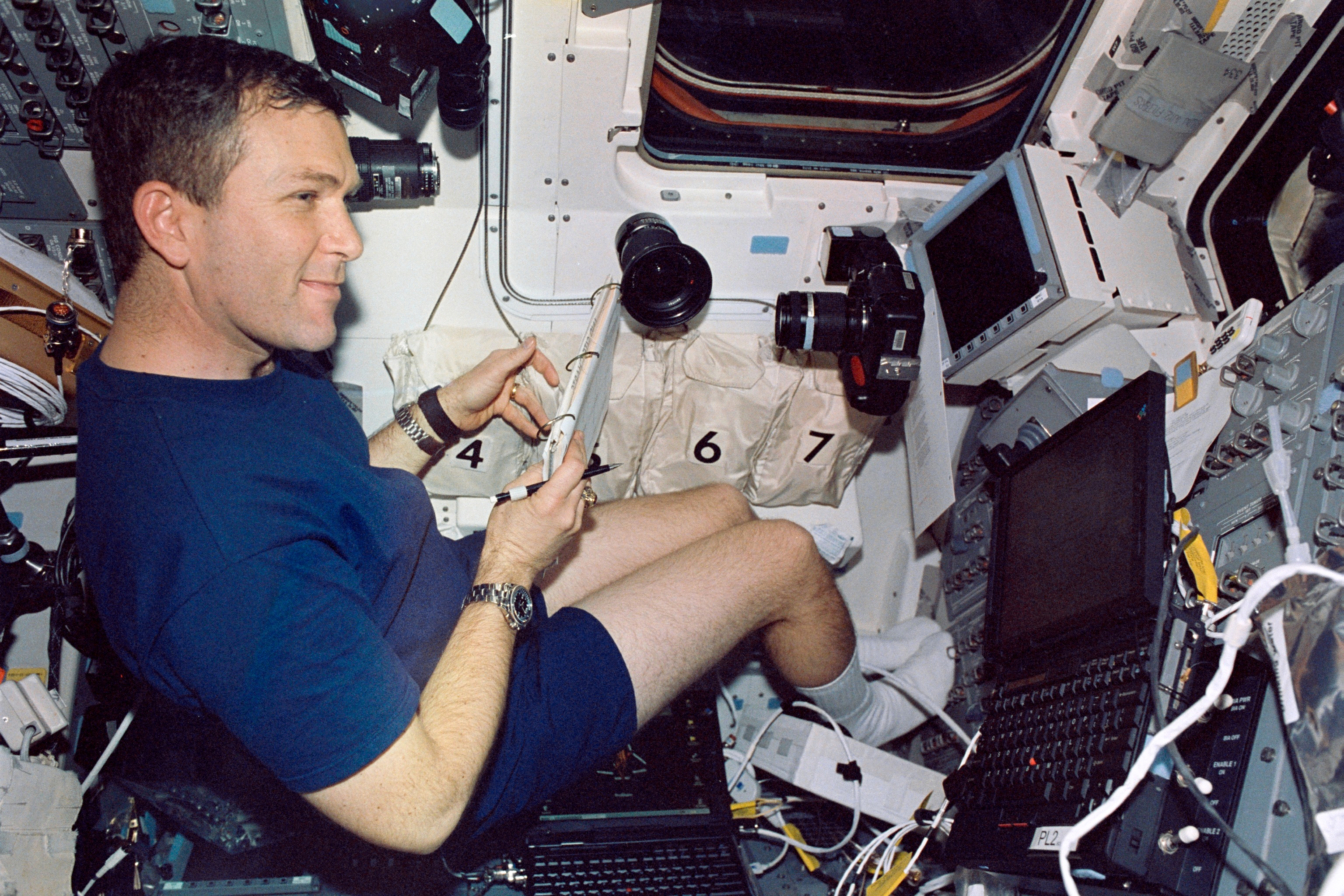
Il comandante Husband ripreso nel ponte di prua del Columbia

Durante il quinto giorno, i membri del gruppo rosso raccolsero ulteriori dati dall'esperimento Mechanics of Granular Materials, utili per lo studio dei terremoti.
Furono utilizzate le apparecchiature relative all'esperimento SOLSE per lo studio della quantità di ozono nell'atmosfera superiore terrestre. In particolare venne impiegato un particolare spettrometro, puntato verso il bordo terrestre durante particolari orbite.
Tramite le telecamere dell'esperimento MEIDEX, l'equipaggio riprese diverse tempeste.

### Martedì 21 gennaio (6º giorno)

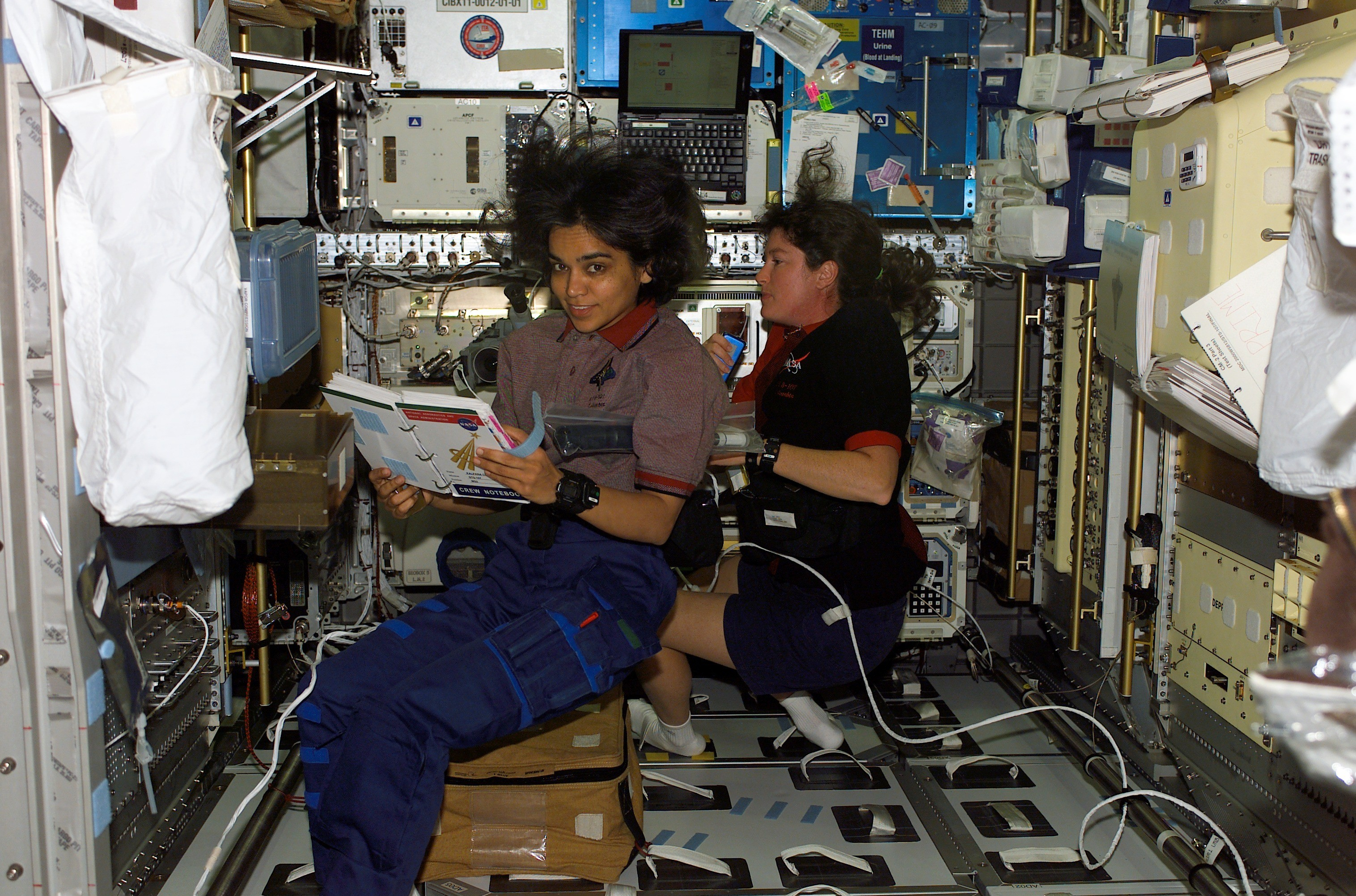
I membri dell'equipaggio Chawla e Clark al lavoro all'interno dello SpaceHab

Lo specialista israeliano Ilan Ramon venne raggiunto in videoconferenza con il primo ministro israeliano Ariel Sharon e altri dignitari. Ramon riuscì a riprendere dei fenomeni atmosferici chiamati "folletti" ed "elfi". Essi, mai fotografati prima di allora, sono fenomeni associati con le attività elettriche nelle tempeste ed hanno luogo nell'atmosfera superiore.
L'esperimento condotto attraverso il Bioreactor Demonstration System, un dispositivo che permette la crescita di colture in modo migliore rispetto agli strumenti a Terra, continuò a produrre tessuti tumorali, studiati dallo specialista di missione e medico Laurel Clark.
Lo studio dello strato di ozono terrestre continuò con l'esperimento Shuttle Ozone Limb Sounding Experiment-2 (SOLSE-2), che analizzò la luce solare rifratta dall'atmosfera per la misurazione dell'ozono. Inoltre vennero impiegate le attrezzature del Solar Constant Experiment (SOLCON) per la misurazione dell'irradiazione solare sopra l'atmosfera.

### Mercoledì 22 gennaio (7º giorno)

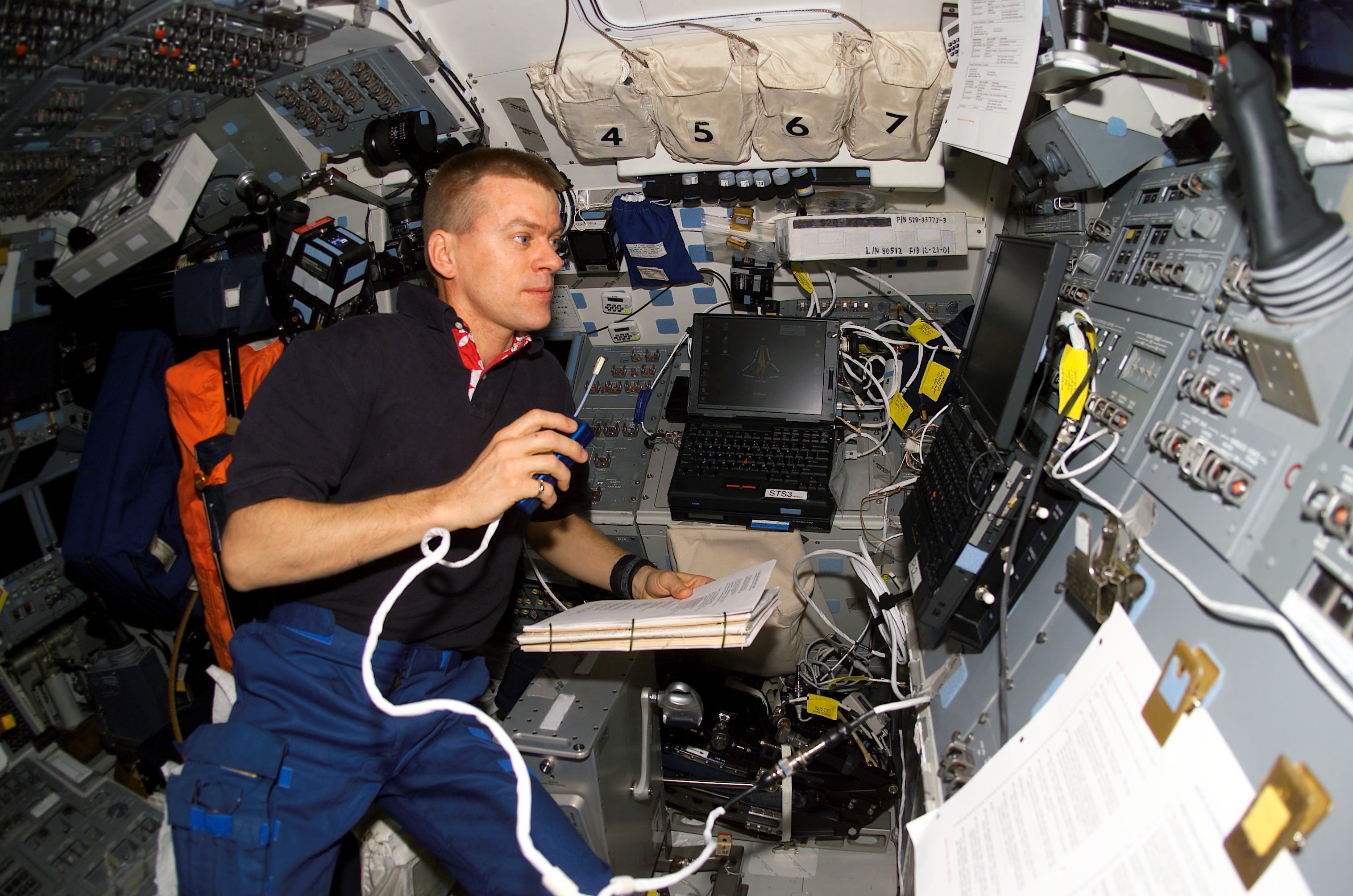
Il pilota McCool mentre dialoga con il Controllo Missione

Gli astronauti inviarono a Terra delle riprese televisive di vari insetti che facevano parte del pacchetto di esperimenti sviluppati da vari studenti. Gli esseri viventi portati a bordo comprendevano insetti, ragni, pesci, api e vermi. Alcuni vermi riuscirono a sopravvivere al disastroso rientro del Columbia, e vennero ritrovati tra i resti dell'Orbiter.
Il gruppo Rosso continuò lo studio della crescita dei tessuti nel Bioreactor Demonstration System, disattivò l'esperimento Laminar Soot Processes, per lo studio della fuliggine creata dalla combustione in ambiente di microgravità, che aveva completato tutti i processi. Inoltre venne terminato l'esperimento Microbial Physiology Flight Experiment, per la crescita dei batteri e lieviti.
Il gruppo Blu iniziò i lavori con l'esperimento SOFBALL (Structures of Flame Balls at Low Lewis-number), per lo studio dei processi di combustione, con lo scopo di raccogliere dati per lo sviluppo di motori più efficienti, ad emissioni ridotte e più sicuri.
Gli astronauti ricalibrarono gli strumenti del MEIDEX e ripresero le osservazioni delle piccole particelle atmosferiche.

### Giovedì 23 gennaio (8º giorno)
Durante la giornata continuarono gli esperimenti SOFBALL e ARMS (Advanced Respiratory Monitoring System), un esperimento dell'Agenzia Spaziale Europea per le analisi degli effetti dell'assenza di peso sul corpo umano.
Clark, oltre a lavorare con l'esperimento BDS e le colture di batteri, inviò i dati su un esperimento che prevedeva la crescita di rose per lo sviluppo di profumi.

### Venerdì 24 gennaio (9º giorno)
Husband, Chawla, Clark e Ramon, del gruppo rosso, iniziarono le attività del giorno riprendendo nuovamente l'esperimento SOFBALL e ARMS. Nell'ambito dell'esperimento SOFBALL vennero compiute sette prove di combustione, provando vari combustibili come il metano.
McCool, Brown e Anderson del gruppo Blu studiarono il comportamento di un campione di suolo sabbioso e impregnato d'acqua quando viene sottoposto a pressione. Venne analizzata la crescita del muschio a gravità zero e furono estratti sei campioni di olii essenziali dalle rose. Gli insetti, i ragni e gli altri animali vennero trovati in buona salute.

### Sabato 25 gennaio (10º giorno)
McCool, Brown e Anderson parteciparono ad interviste con vari giornalisti di vari media. Clark completò gli esperimenti OSTEO (Osteoporosis Experiment in Orbit), che avevano lo scopo di analizzare le attività delle cellule ossee. Nell'ambito dell'esperimento Combined Two-Phase Loop Experiment, gli astronauti continuarono gli studi dei cicli termici in microgravità, facendo fluire calore da un evaporatore verso un condensatore e irradiando il calore nello spazio.
Venne completato anche l'esperimento FAST (Facility for Adsorption and Surface Tension), per misurare la tensione superficiale.
Husband calibrò due camere fotografiche per la ripresa delle particelle di polvere e degli altri fenomeni elettrici nell'atmosfera superiore. I cosiddetti "folletti" sono delle scariche elettriche che si generano dalla parte superiore delle nuvole temporalesche e si scaricano nella ionosfera superiore terrestre.
L'equipaggio inviò una trasmissione televisiva a terra dove gli astronauti illustrarono i vari esperimenti in corso.

### Domenica 26 gennaio (11º giorno)

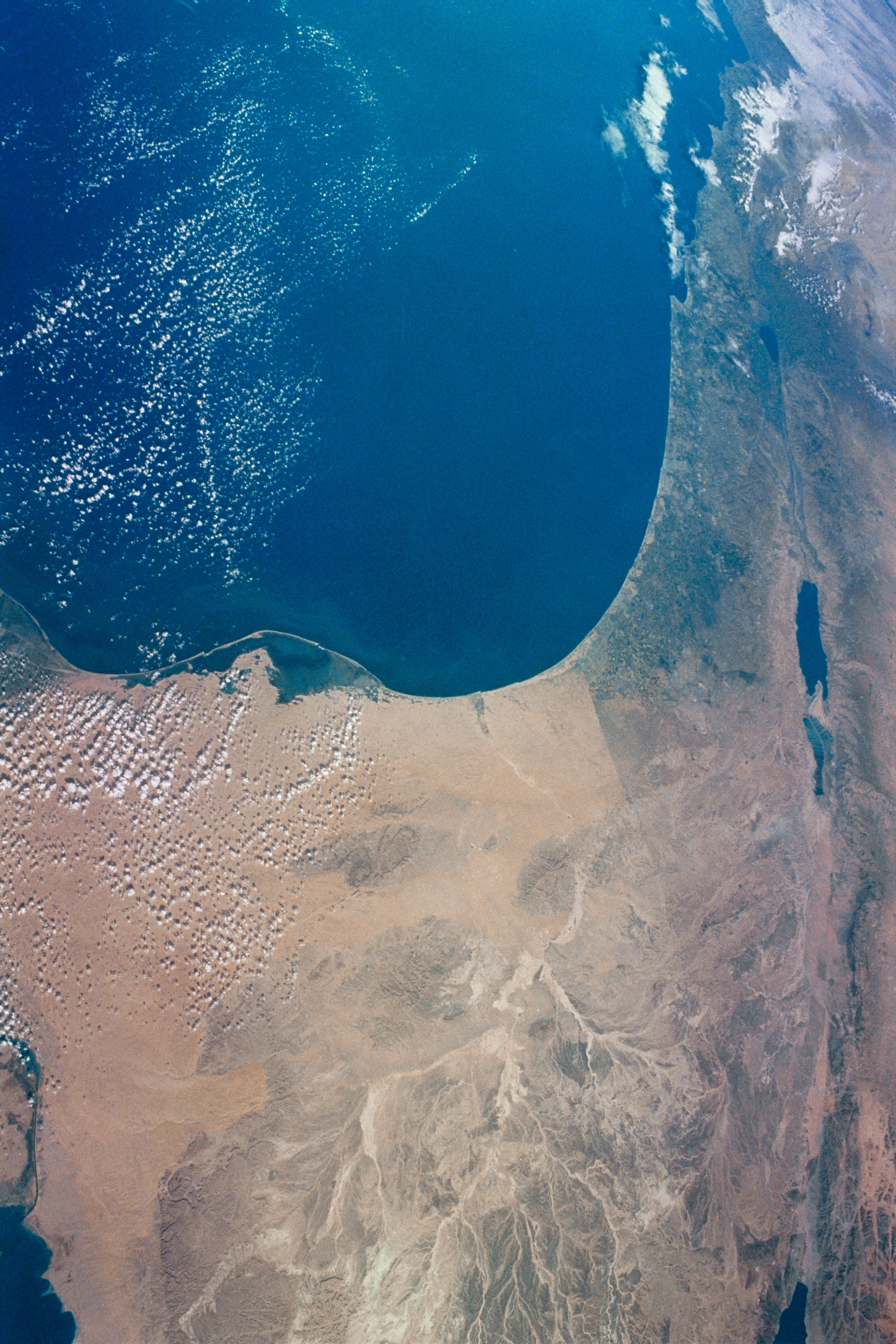
Immagine della Penisola del Sinai

Durante la giornata di domenica continuarono, con ulteriori prove di combustione. Vennero ripresi pennacchi di polvere nel Mediterraneo e nella regione del Medio oriente, assieme ad altri "folletti" elettrici. I controllori della missione riferirono di aver ricevuto il primo flusso dati digitale delle immagini dell'esperimento, assieme a dati su significativi quantitativi di polvere nelle regioni osservate. Anche l'esperimento STARS continuò a produrre risultati.
Gli astronauti osservarono inoltre la fuoriuscita di un baco da seta dal suo bozzolo e la schiusura della uova di un pesce in un acquario. Il gruppo Blu trascorse del tempo con 13 roditori, sui quali vennero studiati gli effetti della microgravità sul loro sistema neurovestibolare. Questi effetti vennero studiati anche su campioni biologici nel Biopack experiment.
Successivamente furono ottenute ulteriori dati dall'esperimento SOLSE e l'equipaggio inviò a terra delle immagini eccezionali di Israele, del Mar Rosso e della Penisola del Sinai, assieme ad un video dove venivano ripresi alcuni momenti di vita in orbita.

### Lunedì 27 gennaio (12º giorno)

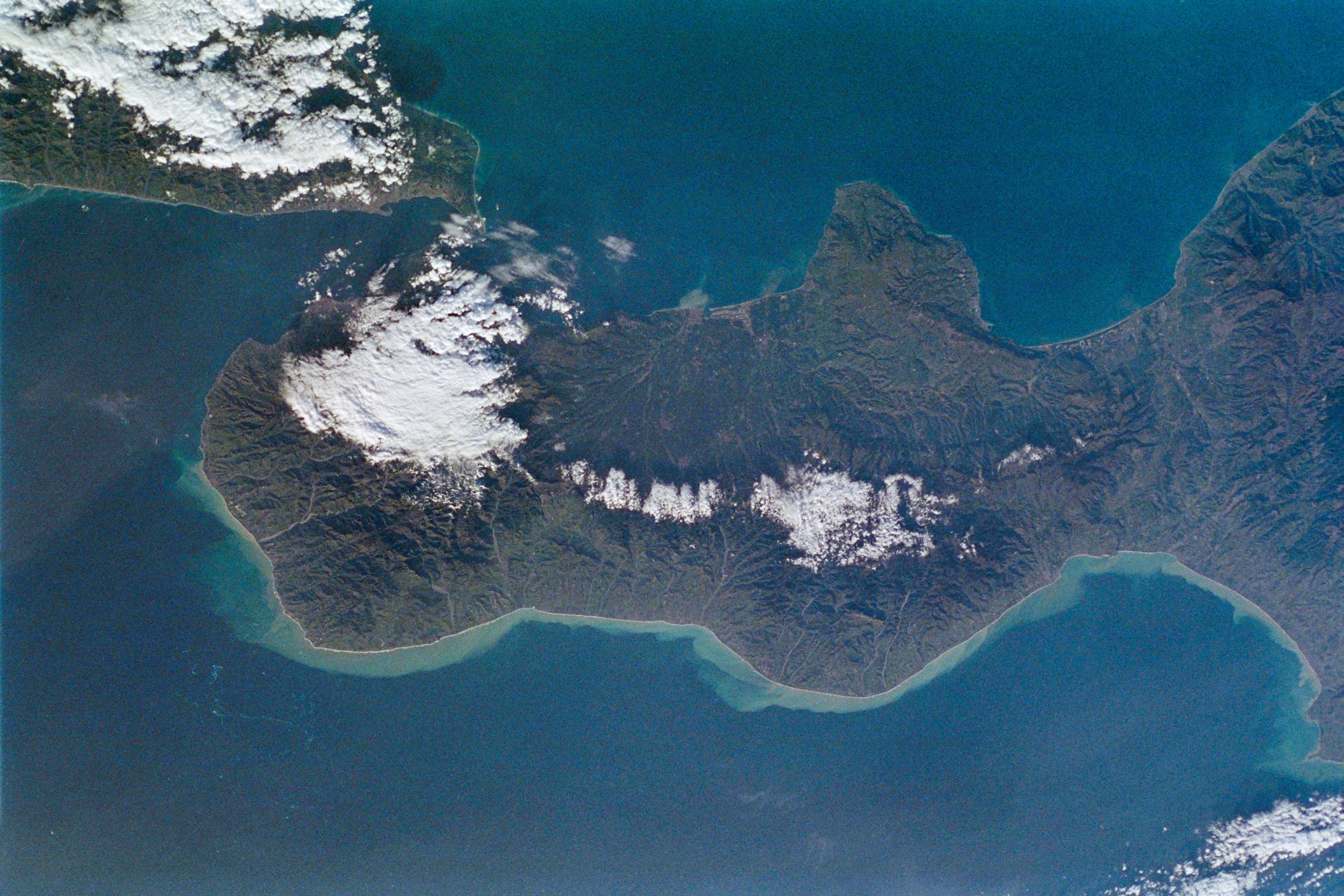
Immagine dello stretto di Messina, ripresa dall'equipaggio del Columbia

Dopo un totale di 39 test su 15 diversi tipi di carburante, venne terminato l'esperimento SOFBALL. Vennero osservate per la prima volta delle palle di fuoco oscillanti, che erano state previste solo in via teorica fino al quel momento. Vennero disattivati anche l'esperimento Mechanics of Granular Materials, dopo aver completato con successo dieci cicli di test, il Microbial Physiology Flight Experiment dopo l'ottavo ed ultimo gruppo di campioni di batteri.
Gli astronauti, a turno, presero un breve periodo di riposo e tempo libero. Successivamente osservarono e misurarono per la prima volta delle particelle di polvere sopra l'Oceano Atlantico, inviando dati che vennero accolti favorevolmente dagli scienziati dell'agenzia spaziale israeliana.

### Martedì 28 gennaio (13º giorno)
Gli astronauti iniziarono l'esperimento MIST (Water Mist Fire Suppression Experiment), che fu progettato per controllare come la nebbiolina d'acqua impedisce alle fiamme di propagarsi, in modo da sviluppare sistemi antincendio più leggeri e migliori sia sulla Terra che nelle strutture in orbita. L'esperimento venne inizialmente ostacolato da una piccola noia tecnica al Combustion Module-2, un modulo che permette di contenere e controllare in sicurezza esperimenti che includono il fuoco.
Nel gruppo di esperimenti chiamato Physiology and Biochemistry (PhAB4), vennero raccolti campioni di sangue e urine.

### Mercoledì 29 gennaio (14º giorno)
La giornata di mercoledì venne dedicata alla tradizione conferenza con vari media. Anderson, responsabile del carico scientifico affermò:
Ramon riferì che le tempeste di sabbia furono scarse nella prima settimana della missione, ma successivamente apparve una gigantesca tempesta sopra l'Atlantico, della durata di tre giorni, che fornì i mezzi per condurre l'esperimento MEIDEX. Egli espresse anche un desiderio di pace nell'area del Medio Oriente.

### Giovedì 30 gennaio (15º giorno)
A due giorni dal termine della missione, quasi tutti gli 80 esperimenti previsti erano stati completati. Negli ultimi giorni di missione vennero completati gli esperimenti MIST e MEIDEX. Quest'ultimo riprese ulteriori dati sui "folletti" e sugli "elfi" di luce, dopo aver ripreso con successo una notevole concentrazione di polvere.
L'equipaggio immagazzinò gli ultimi campioni di sangue, urine e saliva, che sarebbero dovuti essere analizzati a terra per gli studi sugli effetti della microgravità. L'esperimento Biotube controllò la crescita di piante in presenza di forti campi magnetici.
Husband e Chawla passarono il turno di lavoro simulando l'atterraggio dello Shuttle.

### Venerdì 31 gennaio (16º giorno)
Durante la mattinata, Husband, McCool e Chawla controllarono le superfici di volo del Columbia, dopo aver attivato le tre Auxiliary Power Units, durante i controlli di routine il giorno precedente l'atterraggio. Successivamente attivarono i propulsori del reaction control system, il sistema di propulsione orbitale del Columbia per regolare l'assetto dello Shuttle ed iniziare il rientro nell'atmosfera.
Il resto dell'equipaggio ultimò gli esperimenti rimasti, riprendendo un'ultima immagine di attività elettriche sopra le tempeste con la strumentazione del MEIDEX e spensero il Bioreactor Demonstration System. Successivamente disattivarono il modulo SpaceHab nella stiva di carico.

### Sabato 1º febbraio (17º giorno, incidente)

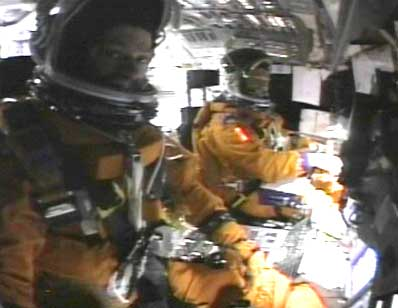
Immagini riprese da una telecamera interna durante il rientro, pochi istanti prima del disastro

Attorno alle 9 del mattino del 1º febbraio, mentre lo Shuttle Columbia si trovava a un'altezza di 203 000 piedi (62 000 m) sopra il Texas centrale, si interruppero le comunicazioni. Il Columbia procedeva a una velocità di 20 000 km/h (Mach 18). Poco dopo vennero avvertite le squadre di emergenza.
Dopo la tragica scoperta che un qualche malfunzionamento aveva disintegrato il Columbia e il suo equipaggio durante il rientro, venne istituita una commissione d'inchiesta. Essa concluse che lo Shuttle aveva subìto durante la partenza un danno al bordo di attacco dell'ala, a causa di un frammento di schiuma isolante che si era staccato dal serbatoio esterno. Il danno permise al flusso di gas surriscaldato presente durante il delicato rientro atmosferico di penetrare all'interno dello Shuttle.